# 幸田浩文
幸田浩文（こうだ ひろふみ、1951年7月3日 - ）は、日本の経営学者、東洋大学教授。

## 略歴
千葉県館山市生まれ。1974年早稲田大学理工学部経営工学科卒、1976年同商学部卒、1985年同大学院商学研究科商学専攻博士後期課程単位取得満期退学。1985年東洋大学経営学部 専任講師となり、1990年 助教授を経て、1997年 教授。2005年4月 - 2007年3月東洋大学 経営学部 学部長。2013年「賃金・人事処遇制度の史的展開と公正性」で東洋大学博士（経営学）。2014年4月 - 2016年3月東洋大学 大学院 経営学研究科 研究科長。2022年東洋大学定年退職。2022年東洋大学名誉教授。2022年東洋大学 現代社会総合研究所 客員研究員。

## 単著
- 『イギリス経営学説史の探究 グレーシャー計画とブラウン=ジャックス理論』中央経済社 1996
- 『米英マネジメント史の探究』学文社 2013
- 『賃金・人事処遇制度の史的展開と公正性』学文社 2013
- 『日本人力资源管理理论与实践』商务印书馆(中国・北京) 2015

### 編著・共著
- 『現代経営学説の探究』大平浩二、早坂明彦共著 中央経済社 1988
- 『女性のための経営学』 (カルチャー・ガイダンス)斎藤毅憲共編著 中央経済社 1993
- 『人的資源管理』 (21世紀経営学シリーズ）平野文彦共編著. 丹羽浩正, 谷田部光一, 平野賢哉著.学文社 2003
- 他多数。

## 論文
- ＜幸田浩文